# 美洲櫛鯧
美洲櫛鯧為輻鰭魚綱鱸形目鯧亞目長鯧科的其中一種，分布於西大西洋，從加拿大新斯科細亞省至墨西哥灣；東大西洋，從不列顛群島至西地中海海域，體長可達91公分，棲息在大陸坡，屬肉食性，以甲殼類、頭足類等為食，可做為食用魚。